# Live Search
Live Search（前稱Windows Live Search及MSN Search）是微軟開發的網路搜尋引擎，亦是MSN Search後續的搜尋服務，目的是為了與知名的搜尋引擎Google和Yahoo!競爭。Live Search的公開測試版在2006年3月8日發佈，並在同年9月11日發佈正式版本。用戶可透過微軟的Windows Live總覽網站Live.com和MSN網站使用Live Search的服務。Live Search現在已經被必應取代。
這個搜尋引擎提供了一些創新的功能，例如用戶可以透過同一個網頁來瀏覽附加的搜尋結果（不須點擊多重的搜尋結果頁便能瀏覽更多的搜尋結果）以及能設定每個搜尋結果的文字介紹（例如能設定文字介紹的長度或只顯示網頁標題）。它亦允許用戶儲存搜尋結果到Live.com上以及能自動更新搜尋結果。

### 其他服務
Live Search Mobile提供行動裝置可用的搜尋服務。
Live Search Product Upload提供商家上傳商品資訊到Live Search Product。
微軟亦研發了其他的搜尋工具和服務，如Windows Desktop Search等。